# Хоцивек
Хоцивек (пол. Chociwek) — село в Польщі, у гміні Черневиці Томашовського повіту Лодзинського воєводства.
Населення — 64 особи (2011).
У 1975-1998 роках село належало до Пйотрковського воєводства.

## Демографія
Демографічна структура станом на 31 березня 2011 року:
|          | Загалом | Допрацездатний вік | Працездатний вік | Постпрацездатний вік |
| -------- | ------- | ------------------ | ---------------- | -------------------- |
| Чоловіки | 36      | 8                  | 21               | 7                    |
| Жінки    | 28      | 3                  | 15               | 10                   |
| Разом    | 64      | 11                 | 36               | 17                   |